# ولادیمیر آرزومانیان
ولادیمیر آرزومانیان (ارمنی: Վլադիմիր Արզումանյան؛ زادهٔ ۲۶ مهٔ ۱۹۹۸) خواننده اهل ارمنستان است. او با آهنگ «ماما» (Մամա) نماینده ارمنستان در مسابقه آواز یوروویژن نوجوانان ۲۰۱۲ بود که توانست در فینال برنده مسابقه شود و به عنوان اولین خواننده ارمنستانی تبدیل شد که در یک رویداد یوروویژن برنده شده است. این آهنگ توسط تهیه‌کننده موسیقی ارمنستانی-کانادایی، درهووا، تهیه شده بود. ده سال بعد در سال ۲۰۲۰، او در نسخه ۲۰۲۰ Depi Evratesil، فینال ملی ارمنستان برای مسابقه آواز یوروویژن، به رقابت پرداخت.

## زندگی‌نامه
ولادیمیر آرزومانیان در ۲۶ مهٔ ۱۹۹۸ در استپاناکرت به دنیا آمد. 